# إريك أندرسون (لاعب اتحاد الرغبي)
إريك أندرسون (بالإنجليزية: Eric Anderson)‏ هو لاعب اتحاد الرغبي نيوزيلندي، ولد في 4 أبريل 1931 في واكتاني ‏ في نيوزيلندا، وتوفي في 28 يوليو 2014.